# Модрак
Модрак (лат. Spicara maena) је врста зракоперке, која настањује Атлантски океан, Средоземно море и Црно море. Мужјак модрака нарасте максимално до 25 cm, док женска досеже 21 cm. Ова риба се комерцијално лови у неким областима. Генетске студије показале су да је врста Spicara flexuosa посебна врста а не синоним за врсту Spicara maena.

## Опис
Модрак има прилично дубоко тело, с тим да мужјаци достижу максималну дужину од око 25 cm, док су женске максималне дужине до 21 cm. Горња вилица модрака је избочена, а уста садрже неколико редова малих зуба. Пераја модрака имају једанаест бодљи. Ова риба је плаво сиве боје са сребрним странама и ситним тамним мрљама, док се обично једна велика тамна мрља налази изнад врха грудног пераја. Модрак је прилично изгледом промењива врста, а често је мешају са рибљом врстом Spicara smaris. Настањује источне делове Атлантика, Средоземно и Црно море. У океану настањује делове од Марока до Канарских острва и севера Португала.
Модрак живи на дубини од 30 до 90 м, у близини морског дна, углавном на пешчаном и блатњавом дну где има морске траве. Углавном се храни зоопланктонима, изворни је хермафродит, који почиње живот као женка а касније се претвара у мужјака. У студији у Егејском мору утврђено је да постоји готово пет пута више женки него мужјака. Студија одрађена на источној обали Јадранског мора показује да се полна конверзија у просеку догодила када су рибе порасле до 17,5 и 18 cm и да су било које рибе веће од 19,8 cm мужјаци. Женке сазреавају у доби од две године, а мрест се одвија између марта и јуна у Егејском мору, као и између августа и октобра на западу Средоземног мора. Након оплођења, мужјак копа морско дно где женка одлаже јаја.